# Raymond Guilhem de Budos
Raymond Guilhem de Budos (c. 1270 - 1363), neveu de Clément V, seigneur de Clermont, Lodève, Budos, Beaumes-de-Venise, Bédoin, Caromb, Entraigues, Loriol et Mormoiron, fut gouverneur de Bénévent, Maréchal de la Cour pontificale et recteur du Comtat Venaissin de 1310 à 1317.

## Biographie

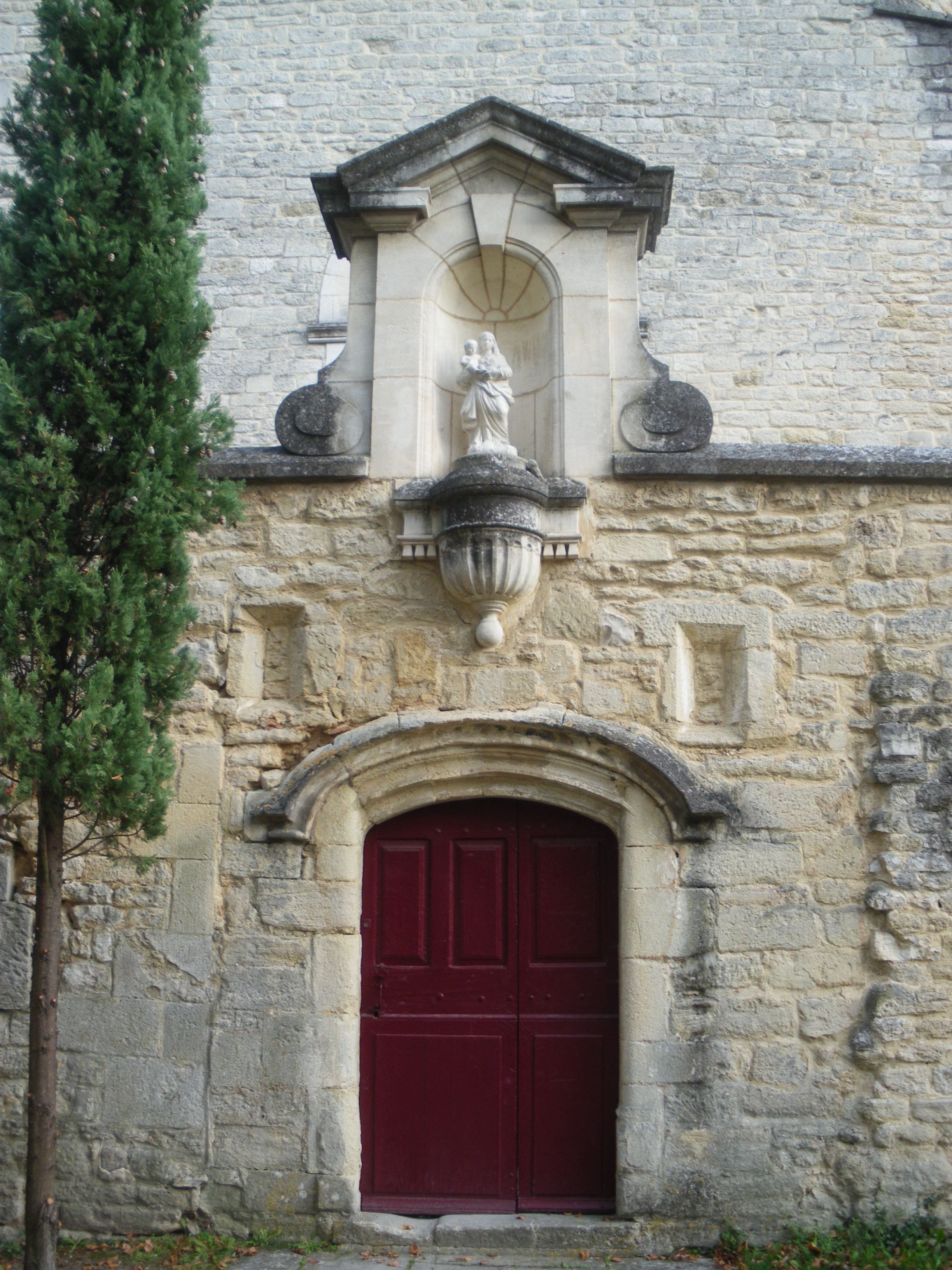
Notre-Dame du Groseau, seul vestige du monastère où se retirait Clément V

Il était le fils de Béranger III de Clermont-Lodève et de Mathilde de Got, sœur du pape. Devenu gouverneur de Bénévent depuis le 7 avril 1307, il s'était vu remettre par Édouard Ier, roi d'Angleterre, la seigneurie de Budos, en Guyenne, contre son hommage, le 13 mai 1309. Le 13 septembre 1310, alors qu'il était à Malaucène, dans sa résidence du Groseau, Clément V signa la bulle nommant son neveu recteur du Comtat Venaissin. Puis, il le fit maréchal de la cour pontificale en juillet 1311. 
Il avait d'abord épousé Esclarmonde de la Mothe, puis en secondes noces Cécile des Baux d'Avellino, dite Rascasse ou la Belle Comtesse. Elle lui apporta en dot Beaumes-de-Venise, Bédoin, Caromb, Entraigues, Loriol et Mormoiron. Il n'en fallut pas plus pour que l'on insinua que Budos désirait faire transformer son rectorat en principauté par son oncle.
Après le décès de Rascasse, il convola avec Laure Bermond. Postérité des trois mariages. 
Peu après la mort de Clément V, la mise à sac de Carpentras, sa morgue, son arrogance et sa cupidité le firent tellement haïr dans le Comtat Venaissin qu'avec son fils Pierre, ils ne purent se déplacer, à travers leurs fiefs comtadins, que protégés en permanence par une quinzaine de lances et vingt gens d'armes.
Il resta recteur jusqu'en 1316 et fut démis de sa charge par Jean XXII dès qu'il arriva à Avignon. Malgré cet ostracisme, il demeura très attaché au Comtat. Peu avant sa mort, en 1363, il demanda le droit d'être inhumé dans la chapelle Saint-Martin de Mormoiron. Il fit parvenir sa requête à la Révérende Chambre Apostolique en ces termes : « Demande faite par Raymond de Guilhem, dit de Lodève, Recteur du Comtat Venaissin, sa patrie ». Son vœu fut exaucé.

## Héraldique
| Budos | Les armes de Raymond Guilhem de Budos peuvent se blasonner ainsi : d'azur à trois bandes d'or |